# Cantó de Seynod
El cantó de Seynod és un cantó francès del departament de l'Alta Savoia, situat al districte d'Annecy. Té 12 municipis i el cap és Seynod.

## Municipis
- La Chapelle-Saint-Maurice
- Chavanod
- Cran-Gevrier
- Duingt
- Entrevernes
- Leschaux
- Montagny-les-Lanches
- Quintal
- Saint-Eustache
- Saint-Jorioz
- Sévrier
- Seynod

| Data d'elecció                           | Identitat         | Partit              | Qualitat |
| ---------------------------------------- | ----------------- | ------------------- | -------- |
| 1945-1966                                | Jean Clerc        | MRP                 |          |
| 1966-1991                                | Max Decarre       | CD, després UDF-CDS |          |
| 1991-                                    | Françoise Camusso | UDF, després UMP    |          |
| les dades anteriors no són pas conegudes |                   |                     |          |